# پارک یونگ رین
پارک یونگ رین (کره‌ای: 박영린؛ زادهٔ ۲۴ فوریه ۱۹۸۴) بازیگر اهل کره جنوبی است. پارک یونگ رین به عنوان مجری مصاحبه در سال ۲۰۰۶ با برنامه Entertainer Intermediary فعالیتش را آغاز کرد. او در مجموعه‌های تلویزیون از جمله بردی بادی، ملکه و من، خون و خانواده مهربان ایفای نقش کرده‌است.